# カーボベルデ独立アフリカ党
カーボベルデ独立アフリカ党（カーボベルデどくりつアフリカとう、ポルトガル語: Partido Africano da Independência de Cabo Verde, PAICV）は、カーボベルデの社会民主主義政党。1975年のカーボベルデ独立以来、1991年まで一党支配を行った。
かつては社会主義と一党制に基づきカーボベルデを統治していたが、現在は複数政党制の中で中道左派の有力政党となっている。中道左派・社会民主主義政党の国際組織である社会主義インターナショナルに加盟している。

## 党の来歴

### PAIGC時代
ギニア・カーボベルデ独立アフリカ党も参照のこと
1956年、ポルトガル領ギニア（現ギニアビサウ）とポルトガル領カーボベルデの独立を目指し、アミルカル・カブラルによってギニア・カーボベルデ独立アフリカ党（PAIGC）が設立された。カーボベルデにはPAIGCの支部が置かれ、ポルトガルに対してゲリラ戦を中心に解放闘争を繰り広げた。
PAIGCは将来的にギニアビサウとカーボベルデが独立した暁には、両地域を統合することを目指していた。1974年にポルトガル本国がカーネーション革命を経て植民地主義を放棄すると、同年にギニアビサウの独立が承認（独立宣言は1973年）され、1975年にはカーボベルデも独立を果たした。
独立後の両国ではPAIGCが社会主義政権を樹立し、一党制を敷いた。ギニアビサウではアミルカル・カブラル（1973年暗殺）の弟ルイス・カブラル、カーボベルデではアリスティデス・ペレイラがそれぞれ初代大統領に就任し、両国の統合計画を進めたが、1980年にギニアビサウでジョアン・ヴィエイラ首相率いる軍事クーデターが発生すると、ギニアビサウとカーボベルデの関係は緊張。統合計画は白紙に戻った。そして翌1981年1月、PAIGCのカーボベルデ支部は分離し、カーボベルデ独立アフリカ党（PAICV）が成立した。

### 複数政党制導入後
PAICVが成立し、PAIGC率いるギニアビサウと袂を分かったカーボベルデだが、一党制は維持された。しかし一党制とペレイラの長期政権に対する不満の高まりなど様々な情勢を受け、PAICVは1990年2月の臨時党大会において複数政党制の導入を決定。ペレイラは党トップを辞任し、ペドロ・ピレスがPAICVの新指導者となった（大統領職には引き続きペレイラが留まった）。
1991年1月、カーボベルデ史上初となる複数政党制に基づく国民議会選挙が行われ、PAICV一党支配に反対して結成された最大野党民主運動（MpD）に敗北。同年2月の大統領選挙でもペレイラはMpDのアントニオ・マスカレニャス・モンテイロに敗れ、PAICVは建国以来初めて野党に転落した。1995年の国民議会選でもMpDに敗れ、1996年の大統領選ではPAICVを含む野党勢力は候補者を立てなかった。ペレイラの後任としてPAICV議長を務めていたピレスは2001年の大統領選に出馬するため、2000年にPAICV議長を辞任。後任議長にはジョゼ・マリア・ヌヴェスが就任した。
2001年1月14日の国民議会選で、PAICVは過半数の議席を獲得。PAICV議長のヌヴェスが首相に選出された。次いで2月11日には大統領選が実施され、ピレスはPAICV候補として出馬。46.52%の得票で首位に立ったが、過半数に及ばなかったため、2位でMpD候補のカルロス・ヴェイガとの決選投票に臨んだ。決選投票は2月25日に実施され、12票差（75,827票対75,815票）という稀に見る接戦を経て、ピレスが当選を決めた。こうしてPAICVは大統領職と行政府を再び掌握し、与党の座に返り咲くことになった。2006年1月22日実施の国民議会選でもPAICVは過半数の議席を獲得。同年2月12日大統領選ではピレスとMpDのヴェイガが再び争ったが、第1回投票でピレスが過半数の票を獲得し、勝利を収めている。
ピレスは2期10年の任期を全うしたが、2011年の大統領選挙では民主運動のジョルジェ・カルロス・フォンセカが勝利しPAICVは再び野党に転落、2016年の大統領選挙ではフォンセカが再選。その後、2021年4月18日に執行された国民議会選では前回に引き続き29議席にとどまり、37議席を獲得した与党・民主運動の後塵を拝した。